# 225 TCN
225 TCN là một năm trong lịch La Mã.